# 프란시스코 카레온 마르코스

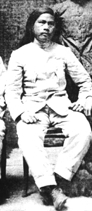

프란시스코 카레온 마르코스(Francisco Carreón y Marcos, 1868년 8월 5일 - 1939년 혹은 1941년)은 필리핀의 독립운동가, 혁명가, 정치가이다. 카티푸난의 멤버였으며 아기날도의 항복 후에도 계속 미국에 대항해 항전하였다. 카티푸난의 부지도자이자 1902년 5월 6일부터 1906년 7월 14일까지 카타갈루간 공화국의 부통령이며, 필리핀 임시 혁명정부의 제3대 부통령이었다.
그러나 미국과의 거듭된 교전에서 패하고 마닐라 남부 바탕가스까지 후퇴했다가 1906년 7월 체포되었다. 그 후의 행방은 알 수 없지만 1939년이나 1941년에 죽었다는 설이 있다.

## 같이 보기
- 카티푸난
- 카타갈루간
- 마카리오 사카이
- 미구엘 말바르
- 안드레시오 보니파시오
- 에밀리오 아기날도
- 그레고리아 데 헤수스
- 마리아노 트리아스

| 전임 마리아노 트리아스 | 필리핀 혁명정부의 부통령 1902년 - 1906년 | 후임 세르히오 오스메냐 (필리핀 연방 공화국 부통령) |